# 010 Trojans 2020
Questa voce raccoglie le informazioni riguardanti gli 010 Trojans nelle competizioni ufficiali della stagione 2020.

## Maschile

### Eredivisie 2020

#### Stagione regolare
| 16 febbraio 2020 1ª giornata | Groningen Giants | 0 – 20 | 010 Trojans |  |

| 23 febbraio 2020 2ª giornata | 010 Trojans | 6 – 28 | Hilversum Hurricanes |  |

| 14 marzo 2020 3ª giornata | 010 Trojans | - – - | Arnhem Falcons |  |

| 22 marzo 2020 4ª giornata | Lelystad Commanders | - – - | 010 Trojans |  |

| 4-5 aprile 2020 6ª giornata | 010 Trojans | - – - | Utrecht Dominators |  |

| 19 aprile 2020 7ª giornata | 010 Trojans | - – - | Flevo Phantoms |  |

| 3 maggio 2020 9ª giornata | Amsterdam Crusaders | - – - | 010 Trojans |  |

| 16 maggio 2020 10ª giornata | Hilversum Hurricanes | - – - | 010 Trojans |  |

| 24 maggio 2020 11ª giornata | 010 Trojans | - – - | Lelystad Commanders |  |

| 6 giugno 2020 12ª giornata | Flevo Phantoms | - – - | 010 Trojans |  |

### Statistiche di squadra
| Competizione           | %Vittorie | In casa | In casa | In casa | In casa | In casa | In casa | In trasferta | In trasferta | In trasferta | In trasferta | In trasferta | In trasferta | Totale | Totale | Totale | Totale | Totale | Totale |
| Competizione           | %Vittorie | G       | V       | N       | P       | Pf      | Ps      | G            | V            | N            | P            | Pf           | Ps           | G      | V      | N      | P      | Pf     | Ps     |
| ---------------------- | --------- | ------- | ------- | ------- | ------- | ------- | ------- | ------------ | ------------ | ------------ | ------------ | ------------ | ------------ | ------ | ------ | ------ | ------ | ------ | ------ |
| ED - Stagione regolare | .500      | 1       | 0       | 0       | 1       | 6       | 28      | 1            | 1            | 0            | 0            | 20           | 0            | 2      | 1      | 0      | 1      | 26     | 28     |
| Totale                 | .500      | 1       | 0       | 0       | 1       | 6       | 28      | 1            | 1            | 0            | 0            | 20           | 0            | 2      | 1      | 0      | 1      | 26     | 28     |

## Femminile

### Queen's Football League 2020

#### Stagione regolare
| 27 settembre 2020, ore 19:30 1ª giornata | Amsterdam Cats | 26 – 0 (6-0 0-0 6-0 14-0) | Rotterdam Ravens |  |

| 11 ottobre 2020 2ª giornata | Rotterdam Ravens | – (annullata) | 0'30 Wolverines |  |

| 8 novembre 2020 4ª giornata | Rotterdam Ravens | – (annullata) | Amsterdam Cats |  |

| 29 novembre 2020 6ª giornata | 0'30 Wolverines | – (annullata) | Rotterdam Ravens |  |

### Statistiche di squadra
| Competizione | %Vittorie | In casa | In casa | In casa | In casa | In casa | In casa | In trasferta | In trasferta | In trasferta | In trasferta | In trasferta | In trasferta | Totale | Totale | Totale | Totale | Totale | Totale |
| Competizione | %Vittorie | G       | V       | N       | P       | Pf      | Ps      | G            | V            | N            | P            | Pf           | Ps           | G      | V      | N      | P      | Pf     | Ps     |
| ------------ | --------- | ------- | ------- | ------- | ------- | ------- | ------- | ------------ | ------------ | ------------ | ------------ | ------------ | ------------ | ------ | ------ | ------ | ------ | ------ | ------ |
| QFL          | .000      | 0       | 0       | 0       | 0       | 0       | 0       | 1            | 0            | 0            | 1            | 0            | 26           | 1      | 0      | 0      | 1      | 0      | 26     |
| Totale       | .000      | 0       | 0       | 0       | 0       | 0       | 0       | 1            | 0            | 0            | 1            | 0            | 26           | 1      | 0      | 0      | 1      | 0      | 26     |